# Dystasia subuniformis
Dystasia subuniformis es una especie de escarabajo longicornio del género Dystasia, familia Cerambycidae. Fue descrita científicamente por Breuning en 1938.
Habita en isla de Borneo. Los machos y las hembras miden aproximadamente 18 mm.